# She's the Man
She's the Man è un film del 2006 di Andy Fickman, ispirato alla commedia di William Shakespeare La dodicesima notte.

## Trama
Viola una ragazza con una sfrenata passione per il calcio è una delle migliori giocatrici della squadra femminile dell'università di Cornwall. Purtroppo per scarso numero di componenti la sua squadra viene scartata dal campionato. In più il suo fidanzato, portiere della squadra maschile, la umilia con un discorso maschilista, assieme al coach, sottolineando l'inferiorità della donna. Viola, infuriata, lo lascia e torna a casa amareggiata.
Ad aspettarla c'è la madre, che le ha appena preso il vestito per fare di lei una signorina dell'alta società americana, un mondo che Viola non sopporta. Nel frattempo suo fratello gemello, Sebastian, sta partendo di nascosto per Londra con la sua band e chiede a Viola di inventarsi qualcosa per non essere scoperto dalla madre ed espulso dall'università in cui è appena stato iscritto, dopo essere stato espulso dalla Cornwall per le assenze. Allora Viola, approfittando del fatto che tutti sostengono che assomiglia a Sebastian, decide di travestirsi da lui e andare a studiare all'Illyria, approfittando anche del fatto che nessuno a scuola ha mai visto suo fratello in faccia e per depistare sua madre le fa credere che abbia deciso di frequentare il corso per fare la debuttante.
Completamente trasformata dall'amico parrucchiere Paul e dalle sue amiche, Viola si prepara a iniziare il suo anno all'Illyria come Sebastian. Qui conosce il suo compagno di stanza e capitano della squadra di calcio: Duke Orsino. All'inizio a causa del suo comportamento Viola/Sebastian viene messa da parte ma in seguito a una trovata di Paul per farla apparire "più maschio" si guadagna le simpatie di Duke che si offre di aiutarla ad allenarsi per le selezioni dei i titolari però a patto che lo aiuti a far colpo su Olivia, la ragazza più popolare della scuola che piace a Duke e con cui fa laboratorio (ignorando il fatto che Olivia si sia interessata a Sebastian), e che li faccia uscire insieme. Inizialmente Viola accetta ma ben presto inizia a capire di provare qualcosa per Duke; qualcosa che va oltre l'amicizia soprattutto quando alla fiera cittadina i due si baciano allo "stand dei baci".
A complicare le cose si mettono in mezzo l'ex-ragazza di Sebastian e l'ex-ragazzo di Viola, che non vogliono accettare l'idea di essere stati "scaricati", e Malcolm, uno studente snob interessato a Olivia che ha iniziato ad avere dei sospetti sull'identità di Sebastian/Viola e di cui conferma la teoria quando scopre che i due sono gemelli. Nel frattempo Olivia inizia a uscire con Duke solo per far ingelosire Sebastian, ignorando il fatto che questi sia la Viola che ha incontrato al corso per debuttanti. Quando il vero Sebastian torna da Londra e va direttamente al campus dell'università, Olivia lo raggiunge e lo bacia; Duke che ha assistito alla scena e credendo che il suo amico lo abbia tradito quando quest'ultima si presenta lui la caccia in malo modo dalla stanza.
Il giorno della finale tra la Cornwall e l'Illyria, Sebastian, che ha preso il posto della sorella in campo, viene accusato da Malcolm di essere la sorella Viola, ma dopo aver mostrato le sue "parti intime" a tutto lo stadio la cosa viene smentita, facendo fare a Malcolm la figura dello stupido. Viola, che arriva sul campo subito dopo travestita da suo fratello, dice a Duke come sono andate veramente le cose, ma quest'ultimo, credendo che in realtà lei sia un maschio, non le crede fino a quando lei non mostra il seno. Finalmente la verità viene a galla e Viola ha finalmente la possibilità di giocare con la nuova squadra grazie al sostegno di Duke, dei suoi amici e del coach Pistonek (che non sopporta le discriminazioni sportive in base al sesso), contro quella del suo ex-ragazzo che riesce a battere umiliandolo, mentre Sebastian, dopo essere stato assieme ad Olivia, che lo aveva scambiato per Viola travestita, capisce di amarla. Alla fine Viola accetta di fare il suo debutto in società accompagnata da Duke, che l'ha perdonata, e si trasferisce ufficialmente all'Illyria, dove diventa una componente della squadra.

## Produzione

### Riprese
Il film è stato girato a Vancouver al Thunderbird Stadium, al Granville Mall, come scuole sono state utilizzate il Vancouver College,
la Point Grey Secondary School e il Robson Square Campus dell'Università della Columbia Britannica.

## Accoglienza
Il film, costato all'incirca 20 milioni di dollari, ne ha incassati 40 milioni nei soli Stati Uniti e 80 milioni complessivamente nel resto del mondo.

## Riconoscimenti
- 2006 - Teen Choice Awards
  - Miglior film commedia